# Křivoklát
Křivoklát (în germană Pürglitz) este un oraș târg și o comună din districtul Rakovník din regiunea Boemia Centrală a Cehiei. Are o populație de aproximativ 700 de locuitori.
Este cunoscut pentru Castelul Křivoklát.

## Diviziuni administrative
Křivoklát este alcătuit din trei diviziuni administrative (populația este între paranteze conform recensământului din 2021):
- Křivoklát (623)
- Častonice (35)
- Písky (25)

## Etimologie
Numele inițial al lui Křivoklát a fost Krivoplát. Acesta a fost derivat din cuvintele în limba cehă křivý plát (cu sensul de „placă strâmbă”) și probabil se referea la terenul care nu era plat și pe care a fost ridicat castelul.
În secolul al XIV-lea, numele a fost distorsionat în Křivoklát.

## Geografie
Křivoklát se află la aproximativ 12 kilometri (7 mi) sud-est de Rakovník și la 32 kilometri (20 mi) vest de capitala Praga.
Se găsește în Munții Křivoklát. Cel mai înalt punct al comunei se află la 419 metri (1.375 ft) deasupra nivelului mării. 
Orașul târg se află în meandrul râului Berounka, la confluența acestuia cu pârâul Rakovnický potok, care curge prin vestul orașului Křivoklát, pe sub castel.
Toată suprafața comunei se află în aria protejată peisagistică Křivoklátsko.

## Istorie
Castelul a fost ridicat la începutul secolului al XI-lea. Între secolele al XIV-lea și al XV-lea, primele căsuțe au apărut sub castel, iar cătunul a devenit cunoscut ca Budy.
Cătunul din apropiere, Čamrdoves, a apărut, iar în secolele al XVII-lea și al XVIII-lea au fost unite ca un singur sat. În 1886, cătunele Budy, Amalín, Čamrdoves și Častonice au creat o singură unitate administrativă, comuna Křivoklát.
În 1896, comuna a fost promovată ca oraș târg.

## Transporturi
Křivoklát se află pe linia de cale ferată Beroun – Rakovník.

## Obiective turistice

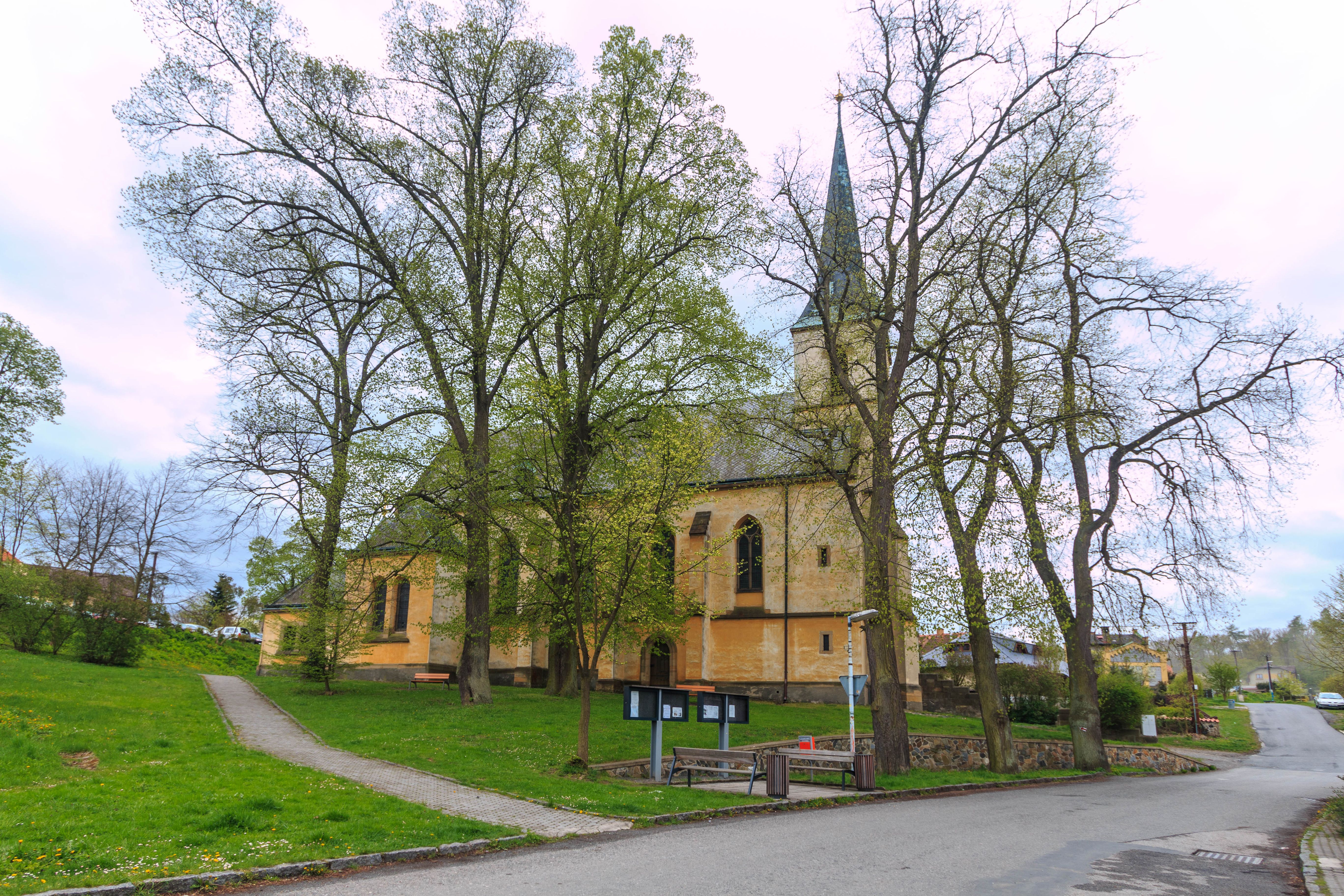
Biserica Sfântul Petru

Křivoklát este o destinație turistică populară, cunoscută pentru Castelul Křivoklát. Este un important castel regal medieval din secolul al XIII-lea. Din anii 1470 până în anii 1520, a fost reconstruit din temelii. Este protejat ca monument cultural național. În prezent, castelul este o proprietate a statului ceh. Castelul este accesibil publicului și sunt oferite tururi cu ghid.
O clădire notabilă este și Biserica Sfântul Petru. Inițial, a fost o biserică gotică târzie din 1522, dar a fost reconstruită în stil neogotic în anii 1880, după proiectul lui Josef Mocker⁠(d). 

## Persoane notabile
- Irma Reichová⁠(d) (1859–1930), soprană de operă